# 추 (성씨)
추(秋, 鄒)씨는 중국과 한국의 성씨이다.

## 가을 추 秋
추(秋, 병음 : Qiu)씨는 중국 제나라 환공(桓公)의 대부(大夫) 중손추(仲孫湫) 아들 추호(湫胡)가 추(湫)를 추(秋)로 바꾸어 생겨난 성씨이다.
추(秋)씨는 2015년 대한민국 통계청 인구 조사에서 60,483명으로 조사되어 한국의 성씨 인구 64위이다.
추계 추씨(秋溪 秋氏)의 시조 추엽(秋饁)은 남송(南宋) 고종(高宗) 때인 1141년 문과에 급제하여 적부라(籍符羅)를 역임하였다. 그는 인종 때 가솔을 이끌고 고려에 들어와 함흥 연화도(蓮花島)에 정착하였다.
2세손 추황(秋簧 = 추영수(秋永壽))이 1209년(고려 희종 5년) 진사시에 장원급제하고, 문하시중에 올랐다.
3세손 추적(秋適)이 고려 충렬왕 때 문과에 급제하여 민부상서(民部尙書)와 예문관(藝文館) 대제학(大提學)을 역임하였다. 추적(秋適)은 시랑(侍郞) 겸 국학교수(國學敎授)로 재임할 때 《명심보감(明心寶鑑)》을 편찬하였다.
추적의 손자인 추유(秋濡)가 중국으로 귀환하여 명나라 개국공신이 되었다. 추유(秋濡)의 5대손인 추수경(秋水鏡)은 중국 귀주성(貴州省) 오현군(五賢郡) 출신으로 1591년 명나라의 무강자사(武康刺史)가 되었으며, 이듬해 임진왜란 때 조선에 파병되어 공을 세운 후 전주에 정착하였고, 완산부원군에 추봉되면서 전주 추씨(全州秋氏)로 분관하였다.

## 추나라 추 鄒
추(鄒, 병음 : Zou)씨는 중국 범양에서 계출된 성씨로 전한다. 추(鄒)씨는 중국 백가성 제35위이다. 인물로는 한나라 헌제(獻帝) 때 어양태수(漁陽太守)를 지낸 추단(鄒丹)이 있다.
추(鄒)씨는 2015년 대한민국 통계청 인구 조사에서 78명으로 조사되었다. 고구려의 추발소(鄒勃素)가 32년(대무신왕 15년) 남부사자(南部使者)로서 비류부장(沸流部長)에 임명되었다. 추허조(鄒許祖)는 후백제 견훤의 장군이다.

## 같이 보기
- 秋姓
- 鄒姓